# Calle de Miguel Servet
La calle de Miguel Servet es una vía del barrio de Lavapiés de Madrid que desciende desde la calle de Valencia hasta la glorieta de Embajadores. Está dedicada desde 1883 al humanista Miguel Servet, científico aragonés condenado a la hoguera por Calvino en Ginebra, en 1533.

## Historia
Recoge el cronista de la villa Pedro de Répide en el relato histórico de esta calle, que en su origen era el barranco que separaba el arrabal de Lavapiés con lo que llegaría a llamarse glorieta de los Embajadores, al pie de la que fuera «casa de las provisiones», convertida luego en Fábrica de Tabacos, y concluyendo en el paraje conocido con el nombre de la Llorosa. No aparece descrito en el plano de Teixeira (1656) y se rotula como barranco de Lavapiés en el plano de Espinosa de 1769. Fue rellenado en 1822 para la urbanización general de la zona, quedando como nervadura central esta calle, y disponiendo de una fuente del viaje del Bajo Abroñigal.

### Edificios
En el número 2 se abre el portal de uno de los edificios de más delgado perfil de Madrid, en su confluencia con la calle de Valencia; y poco más abajo, pasada la calle del Mesón de Paredes ha quedado a la vista la corrala de la calle del Espino.
En la última manzana antes de llegar a Embajadores –y desde el cruce con Mesón de Paredes– corre la tapia del recinto que formaba la primitiva Fábrica de Tabacos.
Al final de la calle se encuentra la nueva Casa de Baños de la Glorieta de Embajadores, con una superficie de 1.070 metros cuadrados,

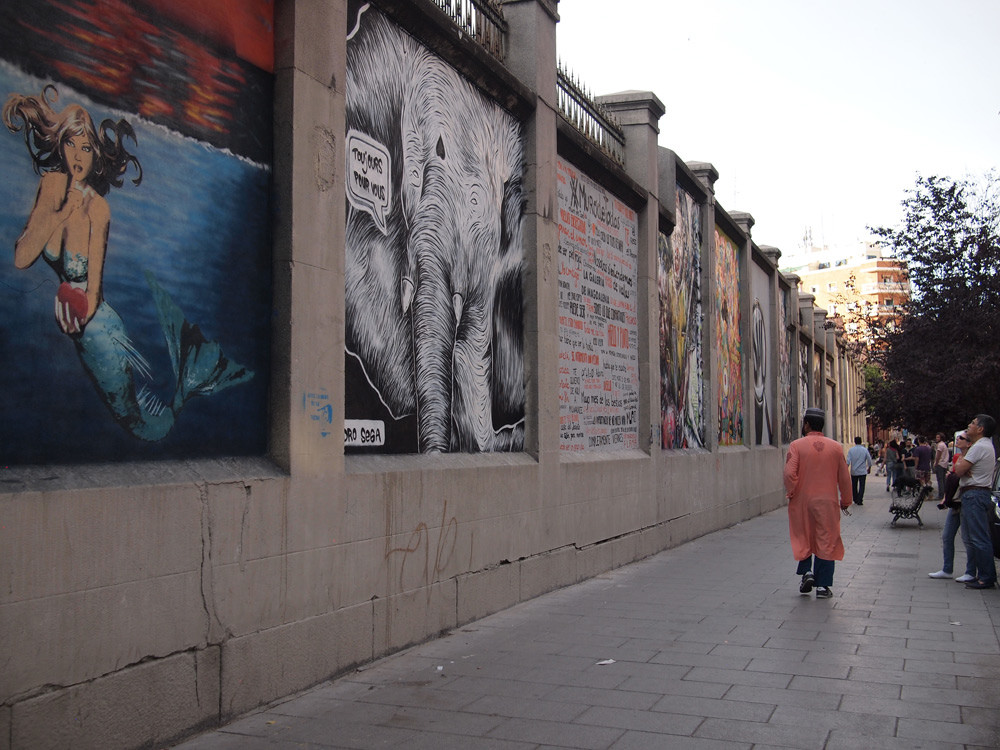
Grafitis en los muros de La Tabacalera
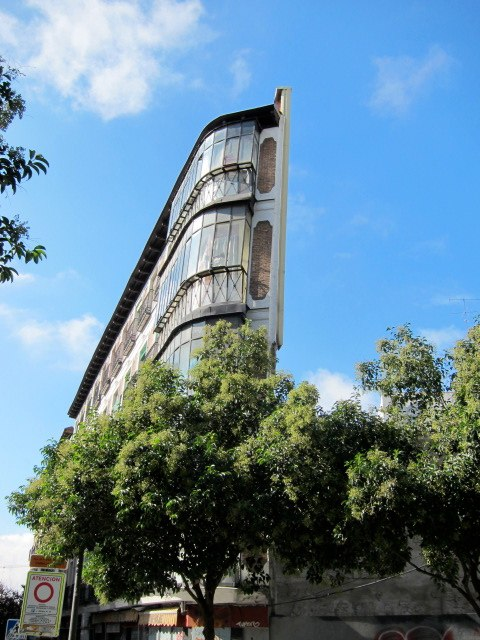
Edificio del núm. 2, en la confluencia con la calle de Valencia
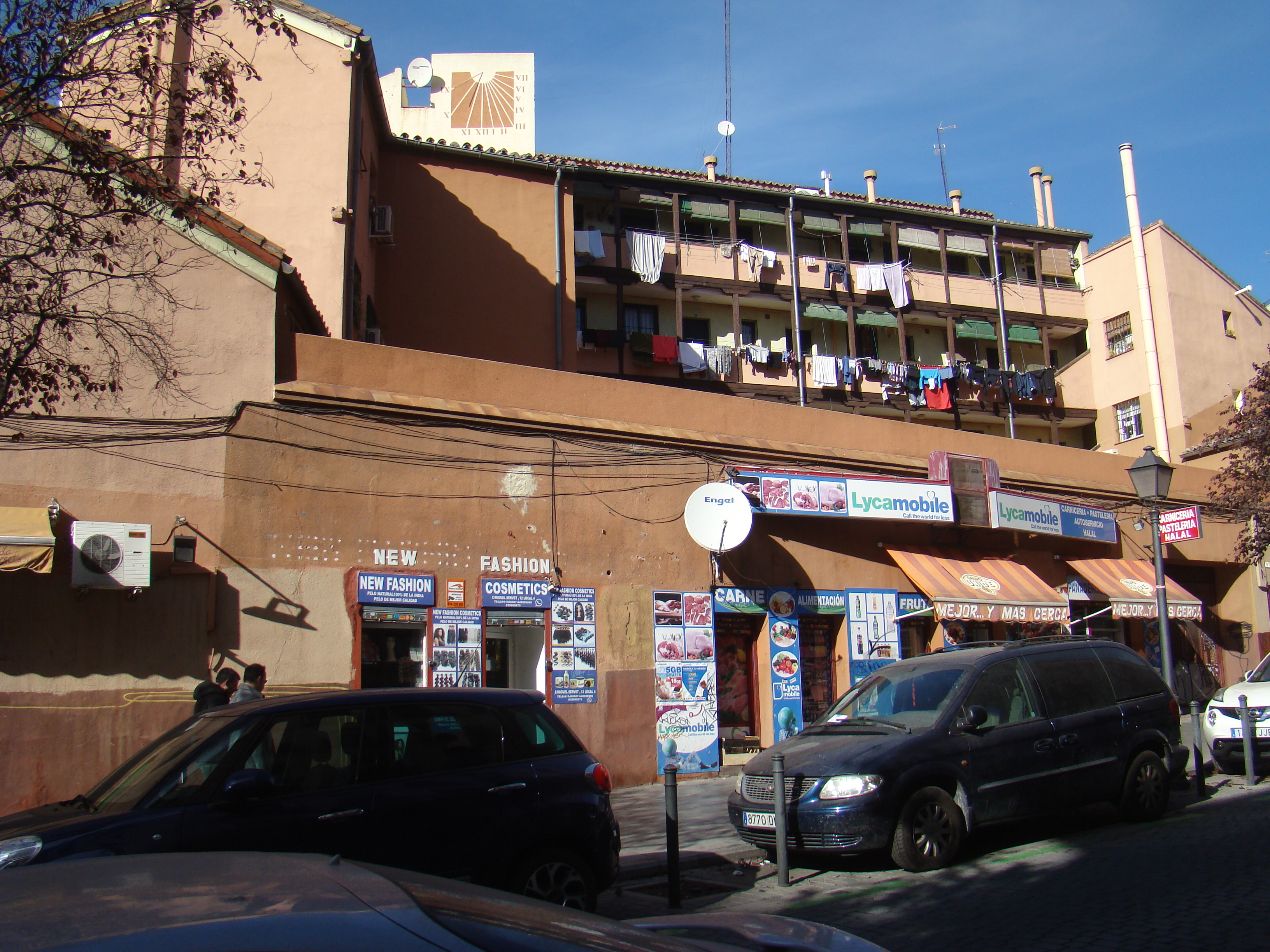
Corrala con vuelta a las calles del Espino y Mesón de Paredes.